# Ophiographa axia
Ophiographa axia är en fjärilsart som beskrevs av Turner 1932. Ophiographa axia ingår i släktet Ophiographa och familjen mätare. Inga underarter finns listade i Catalogue of Life.